# 공화당 (프랑스, 1977년)

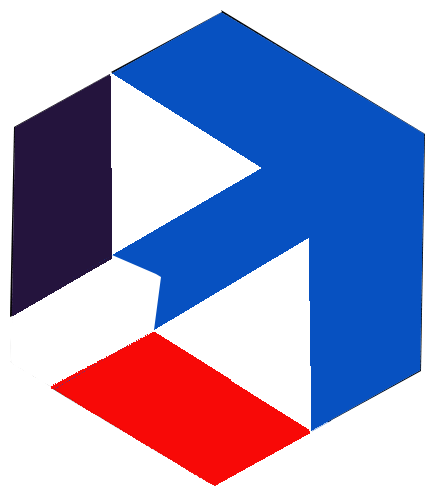

공화당(共和黨, 프랑스어: Parti républicain, PR)은 1977년 5월 20일부터 1997년 6월 24일까지 프랑스에 존재했던 보수주의 정당이다. 현재의 프랑스 공화당의 전신이다.